# Тристан и Изолда
 Тази статия е за легендата.  За операта вижте Тристан и Изолда (опера).  
Легендата за Тристан и Изолда е влиятелен трагичен рицарски роман, преразказван в множество източници с множество варианти. Легендата разказва трагичната история за тайната любов между корнуолския рицар Тристан (също и Тристам, Тристрам – на английски: Tristram) и ирландската принцеса Изолда (Изолде, Изолт и пр.). Историята предшества и най-вероятно повлиява на Артуровия романс между Ланселот и Гуиневир, като оставя значима следа в Западното изкуство, идеята за романтична любов и литературата, откакто се появява през XII век. Докато детайлите се различават при всеки автор, разказал историята, то основната сюжетна линия винаги остава почти непроменена.

## Персонажи
- Тристан – племенник на крал Марк, влюбен в Изолда
- Изолда Русокосата – съпруга на крал Марк, влюбена в Тристан
- Крал Марк – чичо на Тристан и съпруг на Изолда
- Ривален – крал на Лоноа
- Бланшфльор – сестра на крал Марк, жена на Ривален и майка на Тристан
- Рохалт – доведен баща на Тристан
- Горвенал – учител на Тристан
- Бранжиен – прислужница на Изолда
- Перинис – слуга на Изолда
- Морхолт – ирландски рицар, брат на ирландската кралица
- Андрет, Генион, Гондоин, Деноален – барони на крал Марк
- Фросин – гърбаво джудже
- Ивен – болен от проказа
- Брат Огрин
- Ори – горският пазач
- Херцог Жилен
- Изолда Белоръката – съпруга на Тристан
- Хоел – бретонски херцог, баща на Изолда Белоръката
- Граф Риол – противник на херцог Хоел
- Кахердин – син на Хоел

## Значение на имената
- Името Тристан вероятно идва от келтското Дристан, което означава „бурен вятър“. Родствената му дума на санскритски звучи като „Дритстан“ и се превежда като „самохвален“. Немската дума „тюрстиг“ означава „смел“ и „див“ като гръцката „трасис“. Според разказа на Жозеф Бедие името Тристан идва от френското triste и означава тъжен, скръбен:

| „ | Тъжна те раждам, тъжна те посрещам в тоя свят, заради теб ми е жал, че умирам. И тъй като ти дойде на земята роден от тъга, името ти ще бъде Тристан | “ |

- Интересен е и произходът на името Изолда. Древната германска богиня на зимата се казва Иза. Немски езиковеди считат, че името на град Айзенах от провинция Тюрингия идва от името на тази богиня. Айзенах е недалече от замъка Вартбург. Близо до него е планината Холда, известна още като планината на Венера. Според древногерманския мит, в пещерата на тази планина е живяла фрау Холда, германизираната Венера, в чиито мрежи попада вартбургският певец Танхойзер. От сливането на тези две имена – Иза и Холда се получило името Изолда.[2]

## Легендата на Тристан
Съществуват две главни предания за легендата на Тристан. Ранните обхващат произведенията на двама поети от втората половина на XІІ век, Томас Британски и Берул (норман или бретонец).
Късните традиции идват от „Роман за Тристан“ в проза (на английски: Prose Tristan) 1240 г., която се различава значително от ранните версии на Томас и Берул. Прозаичният „Роман за Тристан“ се превръща в класическа средновековна приказка за Тристан и Изолда, който по-късно осигурява фон за произведенията на Томас Малори – английски автор, написал „Смъртта на Артур“ 1485 г.
„Артуризацията“ на легендата, т.е. присъствието на крал Артур и рицарите на Кръглата маса като основен повествователен декор, тук достига връхната си точка. Краят на романа не следва традицията от XII век за трагичната, но неизбежна участ на героите. Тристан загива от ръката на вуйчо си крал Марк, който подло го посича с изненадващ удар в гърба. Смъртта е представена не като възвишено пренасяне във вечността, а като нелепа случайност.
Историята и образът на Тристан са различни при всеки поет. Дори правописът се различава значително, но най-популярно е Тристан (Tristan). Повечето версии на историята обаче следват едни и същи очертания.
След победата над ирландския рицар Морхолт, Тристан пътува към Ирландия, за да върне Изолда на чичо си, крал Марк от Конуол, за да се оженят. По пътя Тристан и Изолда изпиват любовна отвара, която ги кара да се влюбят лудо един в друг.
- В куртоазната версия ефектът на отварата е за цял живот, но в по-разпространените простонародни версии, ефектът намалява след три години. В някои варианти героите случайно приемат отварата, в други човекът, приготвил отварата, инструктира Изолда да я сподели с Марк, но тя нарочно я дава на Тристан. Въпреки че Изолда се омъжва за Марк, с Тристан са принудени да станат любовници заради отварата. Докато типичният доблестен Артуров герой би бил засрамен от действията си, Тристан и Изолда са освободени от отговорност поради невъзможността да се противопоставят на действието на любовната отвара. Кралските съветници многократно се опитват да изобличат прелюбодейството, но двойката непрекъснато използва трикове, за да запази невинната фасада.

- Във версията на Берул действието на отварата изчезва и двамата любовници са свободни да избират дали да прекратят отношенията си или да ги продължат. Също като любовният триъгълник Артур – Ланселот – Гуиневир, Тристан, Марк и Изолда се обичали един друг. Тристан уважавал и обичал крал Марк като свой наставник и доведен баща. Изолда била благодарна, че Марк е добър към нея. Марк обичал Тристан като син, а Изолда – като съпруга. Но всяка нощ двамата любовници имат ужасни кошмари за бъдещето. Впоследствие чичото на Тристан разбира за взаимоотношенията му с Изолда и се опитва да залови прелюбодейците. Марк намира доказателство за тяхното предателство и решава да ги накаже: Тристан да бъде обесен, а Изолда да отиде на горящата клада. Но и двамата успяват да се измъкнат от наказанието: Изолда е подслонена в Прокажената колония, а Тристан бяга от бесилото. Той прави невероятен скок от параклиса и спасява Изолда. Любовниците намират убежище в гората на Мороа и използват прикритието, докато Марк не ги открива. Те се помиряват с Марк след като Тристан се съгласява да върне Изолда и да напусне страната. Тристан заминава за Бретан, където се жени за Изолда Белоръката, дъщеря на Хол от Бретан и сестра на Кехадин.
- В „Роман за Тристан“ в проза (на английски: Prose Tristan) и произведенията, базирани на нея, Тристан е смъртно ранен от Марк, който коварно го пробожда с отровно копие, докато Тристан свири на арфа за Изолда.

Поетичните версии на легендата за Тристан предлагат различна информация за смъртта на героя.
- Според версията на Томас, Тристан е ранен от отровно копие, докато се опитва да спаси млада жена от шестима рицари. Тристан изпраща своя приятел Кахедин да намери Изолда от Ирландия, единствената способна да го изцери. Тристан казва на Кахедин да плава обратно с бели платна, ако води Изолда, и с черни, ако тя не е с него. Изолда се съгласява да се върне при Тристан с Кахедин, но ревнивата съпруга на Тристан, Белоръката Изолда, лъже Тристан за цвета на платната. Той умира от мъка, мислейки, че Изолда го е предала, а Изолда умира, падайки върху трупа му.

Няколко варианта от „Роман за Тристан“ в проза включват традиционната смърт на Тристан от поетичните версии.
- Във френските източници, като например тези които са внимателно подбрани и преведени от английски, се казва, че от гроба на Тристан се издига къпинов трънлив храст, който е израснал толкова, че е оформил арка, която се вкоренява в гроба на Изолда. Разказва се, че крал Марк три пъти се е опитва да изсече клоните и да ги раздели, но те винаги израстват наново и се преплитат. Това поведение на къпиновия храст било познато на средновековните хора, които се занимавали със земеделие.
- По-късни разкази разкрасяват тази част от историята, според която от гроба на Тристан израства шипков храст, а от този на Изолда – розов храст, които впоследствие се преплитат.
- Още по-късни версии говорят за растенията леска и орлови нокти.

Други истории разказват, че любовниците дори са имали много деца. В някои те имат само син и дъщеря, които кръстили на себе си. Тези деца оцелели след смъртта на своите родители и имали свои собствени приключения.
В романа „Тъжната Исае“ (от английски: Ysaie the Sad) анонимният герой е синът на Тристан и Изолда. Той се замесва с крал Оберон и се жени за момиче на име Марта, която носи неговия син Марк.

## Произход на легендата

### Персийски и западен
Има много теории за произхода на легендата за Тристан, но историците спорят коя е най-точна. Някои учени смятат, че персийската история за „Вис и Рамин“ (на английски: Vis and Rāmin, оригинал от персийски: ويس و رامين) е моделът за Тристановата легенда, защото има твърде много прилики, за да е просто съвпадение.
Доказателствата за персийския произход на легендата са много косвени и различни теории предполагат по какъв начин тази персийска история може да е достигнала Запада. Някои предполагат обмен на истории по време на Кръстоносните походи в Сирия чрез певците, които са имали достъп и до кръстоносците, и до сарацините в Свещената земя.
В Корнуол се намира т.нар. „Камък на Тристан“ (на английски: The Drustanus Stone). Върху камъка има надпис с името Друстан (на английски: Drustan), но не всички историци са съгласни, че Друстан е архетипът на Тристан. Има препратки към Марк (March ap Meichion) и Тристан както в уелските триади, в гномната поезия (от английски: Gnomic poetry), така и в историите на Мабиногион и в агиографията на Илтуд от XI век.
Герой, наречен Дристан, се появява като един от Артуровите съветници в края на произведението The Dream of Rhonabwy от ранния XIII век в приказка от колекция уелска проза, позната като Мабиногион (от английски: Mabinogion), а Изолда е спомената като една от великите, сред хората в двора на Артур, в един доста по-ранен Мабиногион Culhwch and Olwen.

### Аналогии
Възможните ирландски предшественици на легендата за Тристан са получили голямо научно внимание. Един злополучен triantán an ghrá, или любовен триъгълник, се намира в доста ирландски текстове и най-вече в текст, наречен „Tóraigheacht Dhiarmada agus Ghráinne“, или „Бягството на Диармайд и Грайне“. В тази история възрастният Фион мак Кумхейл взима младата Грейне за съпруга. По време на тържествената церемония тя се влюбва в Диармайд, един от най-доверените воини на Фион. Грейн дава приспивателна отвара на всички присъстващи освен на Диармайд. Впоследствие го убеждава да избяга с нея. Бегълците биват преследвани из цяла Ирландия.
Друга ирландска аналогия е „Scéla Cano meic Gartnáin“, запазена в „Yellow Book of Lecan“ от XIV век. В тази приказка Кано е детрониран шотландски крал, който приема гостоприемството на крал Маркел от Уи Майл (King Marcan of Ui Maile). Неговата млада съпруга Кред дава опиати на всички присъстващи и убеждава Кано да ѝ стане любовник. Те двамата се опитват да се срещат, докато са в двора на Маркел, но са притиснати от придворните. Впоследствие Кред се самоубива, а Кано умира от мъка.
В цикъла Ulster  има текст Clann Uisnigh, или „Deidre of the Sorrows“, в който Наойс мак Юснеш се влюбва в Диърдри, която била пленница на крал Конкобар мак Нес, според пророчество, че Ълстър ще бъде въвлечен в гражданска война заради мъже, биещи се за красотата на Диърдри. Конкобар е дал дума да се ожени за нея, за да предотврати войната, и така си отмъщава на Clann Uisnigh.
Някои учени смятат, че Пирам на Овидий, както и историята на Ариадна в Наксос, могат да имат връзка с развитието на легендата за Тристан. Превръщането на умрелите Тристан и Изолда в растения и тяхното преплитане има общо с любовната история на Овидий за Бавкида и Филемон Baucis and Philemon, според която двама любовници са трансформирани след смъртта си в две различни дървета, израстващи от един и същи ствол. Това обаче също се случва и в сагата Deidre of the Sorrows.

### Връзка с крал Артур
В ранните етапи историята на Тристан и Изолда вероятно не се е свързвала с литературата за Артур, но най-ранните оцелели варианти съдържат препратки към Артур и неговия двор. Връзката между Тристан и Изолда и легендата за Артур се е разширявала с времето и малко след завършването на цикъла „Vulgate“ (или „Lancelot-Grail Cycle“), през първата четвърт на XIII век, двама автори създават „Роман за Тристан“ в проза, която напълно установява Tристан като рицар от Кръглата маса, който дори е взел участие в похода за Светия граал.

## Тристан в ранната средновековна литература

### Простонародни разновидности

#### Берул
Най-архаичният в стилово и композиционно отношение роман за Тристан и Изолда е дело на поета Берул. Творбата принадлежи на „простонародния клон“ (Common branch). Първата част на „Романът за Тристан“ (оригинал от френски: Le Roman de Tristan) на Берул, се датира между 1150 и 1170 г., а по-късната между 1181 и 1190 г. Линията е кръстена на по-ранната, нерицарска, некуртоазна традиция на разказване, карайки я да отразява повече Тъмните векове отколкото изтънченото Високо средновековие. В това отношение те са по-близки до „Брут“ на Лейман и „Перлевас“ (от френски: Perlesvaus). Също както при Томас, сведенията за Берул са ограничени. Открити са едва няколко значими фрагмента от неговите разработки през XIX век, а останалото е реконструирано от по-късните варианти. Творбата е написана в осмосрични стихове със съседни рими. Езикът ѝ е определен от изследователи като източно-нормандски диалект.
В Парижката национална библиотека е запазен ръкописен препис от XIII век, съдържащ 4485 стиха.
Стоян Атанасов подкрепя тезата, че въпросните 4485 стиха са написани от един автор, защото притежават идейна и фабулна свързаност.
Медиевистите определят версията на Берул като „некуртоазна“. За тях любовта протича не според утвърдения „куртоазен кодекс“, а благодарение на чудодейното питие. Друг аргумент в подкрепа на тази теза е, че влюбените странят от обществото.

### Куртоазни разновидности

#### Томас Британски
Най-ранните източници на това, което учените днес наричат „куртоазна“ версия (от английски: courtly version) на легендата за Тристан, откриваме в произведението на Томас Британски от 1173 г. Няма сведения за живота на Томас, но от творбата може да се заключи, че е бил клирик (на гръцки: κλήρος). Само десет фрагмента от неговата поема за Тристан, съхранени в шест ръкописа, са били открити: ръкописите в Торино и Страсбург са вече изгубени, запазени са два в Оксфорд, един в Кеймбридж и един в Карлайл. Версията на Томас е написана на англо-нормандски диалект с привкус на куртоазна реторичност. В текста има пасаж, който разказва как Изолда написва кратка поема в средновековния жанр „ле“ (от френски: Lai) поради скръб, която хвърля светлина върху развитието на несвързаната легенда, отнасяща се до смъртта на виден трубадур.
- До нас са достигнали шест фрагмента, които са непълни, около 3088 стиха. Те проследяват събитията от сватбата на Тристан с Изолда Белоръката, до смъртта на двамата влюбени.

#### Други куртоазни варианти
- Следващият важен представител на куртоазни варианти на легендата за Тристан е съкратеният превод на Томас от брат Робърт по заръка на крал Хокон IV от Норвегия 1227 г. Кралят искал да популяризира нормандската култура в своя двор и заради това поръчал превод на няколко френски творби за крал Артур. Скандинавската версия представя пълен разказ за събитията в „Тристан“ на Томас.
- Версията на „Тристан и Изолда“ от Готфрид от Страсбург предшества работата на брат Робърт и се датира към 1211 – 1215 г. Тази поема е единствената известна творба на Готфрид и остава недовършена до неговата смърт, когато текстът достига средата на главния сюжет. По-късно поемата е завършена от други автори, като Хайнрих фон Фрайберг и Улрих фон Тюрхайм.[26][27]
- По-съществена илюстрация на простонародния клон е немската версия от Ейлхарт Обергски. Тази версия е била популярна, но бледнее в сравнение с по-късната на Готфрид.[28]

## Късни средновековни версии

### Френски версии
В своя сборник с куртоазни новели „ле“ Мари дьо Франс представя Тристан в нейните творби: Chevrefoil (означава Орлови нокти – символ на любов в поемата) – единадесетата поема от Lais of Marie de France („Ле от Мари дьо Франс“). Най-вероятно „Орлови нокти“ е написан между 1160 и 1178 г. Със сбитост на изложението и дискретност на символиката Мари дьо Франс успява да разкрие съвършенството на любовта чрез умението на Тристан и Изолда да разпознават любовните знаци.
Творбата засяга едно от тайните завръщания на Тристан в Корнуол, при което прокуденият герой дава знак за присъствието си на Изолда чрез надпис върху клон на леска, намираща се на пътя, по който тя ще пътува. Заглавието се отнася до симбиозата на орловите нокти и леската, които биха умрели, ако са разделени, също като Тристан и Изолда:
| „ | Ni vous sans moi, ni moi sans vous. | “ |

В превод на български:
| „ | Нито ти без мен, нито аз без теб. | “ |

От XII век има две стари френски поеми, идентифицирани като версиите от Берн и Оксфорд, които съдържат този момент. В тези два ръкописа, в които Тристан се завръща в двора на Марк под сянката на лудостта. Освен че тези произведения са приемани за шедьоври на наративното изкуство, тези кратки поеми допринасят значително за възстановяването на липсващите части в текста на Берул и допълването на незавършеното произведение на Томас.
На база стилистични и езикови съпоставки може да се определи, че Бернският вариант се е ръководил от творбата на Берул, докато Оксфордският вариант се е допирал до поемата на Томас.
След Берул и Томас най-важното постижение на френската Тристания е сложно групиране на текстове, известни като „Роман за Тристан“ в проза, написан между 1215 и 1235 г. от двама неизвестни автори Люс и Ели дьо Борон. До този момент няма пълно издание на творбата, тъй като има 77 ръкописа, разпръснати по целия свят, възлизащи на повече от 40 000 страници. „Романът за Тристан“ в проза запазва основната линия на интригата, но с нея примесва и много други сюжети и герои. Засенчени от безброй приключения и рицарски турнири на заден план остава страстта между Тристан и Изолда. Разказите от XIII и XIV век на тази легенда детайлно се различават в различните ръкописи.
Модерните издания са два вида:
- Разширен вариант дванадесет части, който включва участието на Тристан в търсенето на Светия Граал.
- Кратък вариант от пет части без мисията с Граала. Той оказва голямо влияние на късната средновековна литература.

### Английски версии
Най-пълният източник за Тристан на английски е „Сър Тристрем“ (от английски: Sir Tristrem), състоящ се от 3344 стиха, написани около 1300 г. Той се съхранява в прочутия ръкопис „Аухинлек“ (от английски: Auchinleck manuscript) в Националната библиотека на Шотландия. Разказът до голяма степен следва дворцовите традиции. Както и при много други адаптации от френски, художественият стил може да бъде определен на средно ниво, въпреки че някои критици се опитват да го представят за пародия.
Единственото друго включване на Тристановата легенда на английски се открива при сър Томас Малори: The Book of Sir Tristram de Lyones – кратък превод на френския „Роман за Тристан“ в проза. Но тъй като ръкописът се появява едва през 1934 г., се появяват много научни спорове за това дали разказът е самостоятелен или е част от по-голямо произведение.

### Други версии
- 158 стиха от холандската версия на фрагмента на Томас Британски „Тристан“ се пази в Австрийската национална библиотека във Виена.[41]
- Уелски кратък разказ за Тристан, вероятно свързан с текста на Берул, съществува в шест ръкописа, датирани от края на XVI и средата на XVII век.
- „Respuesta de Tristán“ (от испански) е уникален романс, написан през XV век под формата на писма, разменяни между двамата любовници.
- От XIII век в Чехия съществуват текстове, написани в стихотворна форма са базирани на „Тристан“ от Гофрид от Страсбург. Това е източник за легендата на Тристан и Изолда, написан в стихотворна форма на славянски език.

## Версия на Жозеф Бедие
Френският историк на Средновековието и писател Жозеф Бедие (от френски: Joseph Bédier) смята, че всички легенди за Тристан могат да бъдат проследени до една оригинална поема, преведена на френски от Томас от Британия, или Томас Британски, от оригинален корнуолски или бретонски източник. Бедие написва още популярната си разработка „Романът за Тристан и Изолда“ (Romance of Tristan and Iseult) в опит да възстанови това, което е би могло да бъде оригиналът. По всяка вероятност това отразява една ранна версия на историята от простонародни разновидности. Бедие се обляга преди всичко на Ейлхарт, Берул и Готфрид фон Страсбург, но включва материал и от други варианти, за да събере едно цяло. Някои учени все още намират тезата на Бедие за убедителна.
- Новият английски превод на романа на Бедие „Романът за Тристан и Изолда“ (от френски: Roman de Tristan et Iseut)[44] от 1900 г. е направен от Едуард Галахър (от английски: Edward J. Gallagher)[45][46] и публикуван през 2013 г.

## Модерни интерпретации

### Опера
Тристан и Изолда е опера в 3 действия с либрето на Рихард Вагнер (по келтска легенда от XIII в. и едноименната поема на Готфрид от Страсбург). Първото изпълнение е на 10 юли 1865 г. в Мюнхен.
Либретото, написано от самия Вагнер, е базирано на поетичния вариант на легендата от XII век на Готфрид фон Страсбург. Операта е написана между 1857 и 1859 година и е поставена на 10 юни 1865 година в Кралския национален театър в Мюнхен под диригентството на Ханс фон Бюло, с Лудвиг и Малвина Шнор фон Каролфелд в главните роли.

### Филми
Историята е била адаптирана в киното много пъти.
- Най-ранната адаптация е вероятно немият френски филм „Tristan et Yseult“ от 1909 г.
- Две години по-късно има друг френски филм със същото име, но представящ различна интерпретация на историята. Тук ревнивият роб на Тристан – Рузен подлъгва любовниците да изпият любовната отвара и тогава ги издава на Марк. Марк ги помилва, но те все пак извършват двойно самоубийство.
- Третият ням френски филм се появява през 1920 г.
- Един от най-обсъжданите филми за Тристан е „Вечното завръщане“ (на френски: L'Eternel retour)[55] от 1943 г. с режисьор Жан Деланоа.[56] Той е съвременна интерпретация на историята за мъж на име Патрис, в ролята на Тристан, търсещ жена за своя приятел Марк. Тогава обаче зло джудже ги измамва да изпият любовна отвара и следва познатият сюжет. Филмът е правен във Франция и отразява някои нацистки идеологии – главните герои са красиви и русокоси. На джуджето е дадена по-голяма роля от повечето интерпретации на легендата. Неговите интриги се изливат върху любовниците подобно на нацистките стереотипи за евреите.[57]
- Испанският филм „Тристана“ („Tristana“)[58] от 1970 г. е единственият, който представя главния герой в женска роля. В него Тристана е принудена да се грижи за възрастния си чичо Дон Лопе, въпреки че иска да се омъжи за мъж на име Хорацио.
- През 1972 г. излиза френският филм „Tristan et Iseult“.
- Ирландският филм „Lovespell“ („Любовно заклинание“) от 1972 г. с участието на Никалъс Клей (от английски: Nicholas Anthony Phillip Clay)[59] като Тристан и Кейт Мългрю (от английски: Katherine Kiernan Maria Mulgrew)[60] като Изолда.
- Легендарният френски режисьор Франсоа Трюфо (от френски: François Truffaut) [61] адаптира историята към модерните времена в своя филм „Съседката"[62] (от френски: La Femme d'à côté) от 1981 г.[63]
- През 1988 г. филмът "В сянката на гарвана“ (на исландски: Í skugga hrafnsins; на английски: In the Shadow of the Raven)[64] показва средновековна Исландия. Трусти и Изолда са воини от враждуващи племена, които са се скарали, когато Трусти убива вожда на племето на Изолда, но местен свещеник ги помирява и урежда брака им.
- Боливудският режисьор Субхаш Гай (от английски: Subhash Ghai)[65] пренася историята в модерна Индия и Щатите в своя мюзикъл „Pardes“ (на английски: Foreign Land)[66] от 1997 г.[67]
- През 2002 г. излиза френският анимационен филм „Тристан и Изолда“[68] (от френски: Tristan et Iseut), адаптиран за семейна публика.[69]
- Известната адаптация „Тристан и Изолда“ от 2006 г.[70] от 2006 г. (от английски: Tristan & Isolde).[71]

### Музика
- Оливие Месиен (10 декември 1908, Авиньон – 27 април 1992, Париж) изгражда своята симфония „Тарангалила“ (от френски: Turangalîla-Symphonie)[72] върху творбата „Тристан“ на Ханс Варнер Хенз(на немски: Hans Werner Henze). Заема много от Вагнер от гледна точка избор на вариант на преразказване на легендата.
- Шведският композитор Франк Мартин (на шведски: Frank Martin)[73] пише камерна опера „Le vin herbé“ между 1938 – 1940 г., повлиян от Вагнер.
- Германската метъл група „Blind Guardian“[74] също има песен, вдъхновена от историята на Тристан и Изолда – „The Maiden and the Minstrel Knight“ от техния албум „A Night at the Opera“.
- Английският певец Патрик Уолф (на английски: Patrick Wolf),[75] също има песен, посветена на легендата: „Tristan“ от втория му албум „Wind in the Wires“.
- През 1923 г. английският композитор Рутланд Баутън (на английски: Rutland Boughton) създава музикалната драма „Кралицата на Корнуол“, вдъхновена от пиесата на Томас Харди – „Известната трагедия на кралицата на Корнуол“. Първото представление се провежда на Гластоунбърийския фестивал на 21 август 1924 г. Бутън израства като талантлив и единствен по рода си оперен композитор и това става очевидно в интерпретацията му на легендата. Той намира версията на Харди за незадоволителна и монотонна и след като получава права над пиесата, заменя много от репликите със своите ранни лирически разработки. Резултатът е впечатляващ и е определян като шедьовър.

## Български преводи на Тристан и Изолда
- spblit.org
- www.uni-vt.bg

### Чуждестранни източници
- Fakhr al-Dīn Gurgānī, and Dick Davis. 2008. Vis & Ramin. Washington, DC: Mage publishers
- Grimbert, Joan T. 1995. Tristan and Isolde: a casebook. New York: Garland Pub
- Jeffrey Gantz (translator), Culhwch and Olwen, from The Mabinogion, Penguin, 18 ноември 1976 г.
- Norris J. Lacy et al. „Gottfried von Strassburg“ from The New Arthurian Encyclopedia, New York: Garland, 1991
- Stewart Gregory (translator), Thomas of Britain, Roman de Tristan, New York: Garland Publishers, 1991